# 罗德尼·卡尼
罗德尼·戴恩·卡尼（英語：Rodney Dion Carney，1984年4月15日—），美国NBA联盟职业篮球运动员。他在2006年的NBA选秀中第1轮第16顺位被芝加哥公牛选中。